# 6830 Johnbackus
A 6830 Johnbackus (ideiglenes jelöléssel 1991 JB1) a Naprendszer kisbolygóövében található aszteroida. Satoru Otomo és Muramacu Oszamu fedezte fel 1991. május 5-én.